# Fred Evans (pugile)
Fred William Evans (Cardiff, 4 febbraio 1991) è un pugile gallese, della categoria dei pesi welter.

## Biografia
Evans ha cominciato l'attività pugilistica già all'età di 10 anni, essendone rimasto impresso dopo la visita ad una palestra all'età di quattro anni.
Attualmente è allenato da Tony Borg.

## Carriera pugilistica
Evans ha partecipato ad una edizione dei giochi olimpici (Londra 2012), una dei mondiali (Baku 2011) e una degli europei (Ankara 2011).

### Principali incontri disputati
Statistiche aggiornate al 21 settembre 2012.
| Evento                  | Edizione    | Categoria       | Trentaduesimi                        | Sedicesimi                           | Ottavi                                   | Quarti                                   | Semifinale                          | Finale                                   | Pos. | Note  |
| ----------------------- | ----------- | --------------- | ------------------------------------ | ------------------------------------ | ---------------------------------------- | ---------------------------------------- | ----------------------------------- | ---------------------------------------- | ---- | ----- |
| Giochi del Commonwealth | Delhi 2010  | Welter (-69 kg) | Joseph St.Pierre ( Mauritius) P 8-+8 | non qualificato                      | non qualificato                          | non qualificato                          | non qualificato                     | non qualificato                          | 17º  | [ 2 ] |
| Europei                 | Ankara 2011 | Welter (-69 kg) | N.D.                                 | Torben Keller ( Danimarca) V 17-8    | Arayk Marutjan ( Germania) V 13-8        | Islam Edisultanov ( Russia) V 16-14      | Zaal Kvachatadze ( Georgia) V 20-16 | Magomed Nurutdinov ( Bielorussia) V 14-9 |      | [ 3 ] |
| Mondiali                | Baku 2011   | Welter (-69 kg) | Ricky Murphy ( Nuova Zelanda) V 21-6 | Kim Chun-Sik ( Corea del Sud) V 17-8 | Patrick Wojcicki ( Germania) V 12-6      | Egidijus Kavaliauskas ( Lituania) P RSCH | non qualificato                     | non qualificato                          | 5º   | [ 4 ] |
| Olimpiadi               | Londra 2012 | Welter (-69 kg) | N.D.                                 | Ilyas Abbadi ( Algeria) V 18-10      | Egidijus Kavaliauskas ( Lituania) V 11-7 | Custio Clayton ( Canada) V +14-14        | Taras Šelestjuk ( Ucraina) V 11-10  | Serik Säpiev ( Kazakistan) P 9-17        |      | [ 5 ] |